# Нанті-Гло (Пенсільванія)
Нанті-Гло (англ. Nanty Glo) — місто (англ. borough) в США, в окрузі Кембрія штату Пенсільванія. Населення — 2511 особа (2020).

## Географія
Нанті-Гло розташоване за координатами 40°28′16″ пн. ш. 78°50′3″ зх. д. / 40.47111° пн. ш. 78.83417° зх. д. (40.471003, -78.834269).  За даними Бюро перепису населення США в 2010 році місто мало площу 4,80 км², з яких 4,80 км² — суходіл та 0,00 км² — водойми.

## Демографія
Згідно з переписом 2010 року, у селищі мешкали 2734 особи в 1173 домогосподарствах у складі 747 родин. Густота населення становила 570 осіб/км².  Було 1289 помешкань (269/км²).
Расовий склад населення:
| - 98,2 % — білих - 0,4 % — чорних або афроамериканців - 0,1 % — азіатів |

До двох чи більше рас належало 1,3 %. Частка іспаномовних становила 0,9 % від усіх жителів.
За віковим діапазоном населення розподілялося таким чином: 21,3 % — особи молодші 18 років, 58,3 % — особи у віці 18—64 років, 20,4 % — особи у віці 65 років та старші. Медіана віку мешканця становила 44,5 року. На 100 осіб жіночої статі у селищі припадало 92,9 чоловіків;  на 100 жінок у віці від 18 років та старших — 86,9 чоловіків також старших 18 років.
Середній дохід на одне домашнє господарство  становив 44 964 долари США (медіана — 37 466), а середній дохід на одну сім'ю — 50 317 доларів (медіана — 45 521). Медіана доходів становила 43 567 доларів для чоловіків та 26 638 доларів для жінок. За межею бідності перебувало 18,8 % осіб, у тому числі 44,7 % дітей у віці до 18 років та 8,5 % осіб у віці 65 років та старших.
Цивільне працевлаштоване населення становило 1062 особи. Основні галузі зайнятості: освіта, охорона здоров'я та соціальна допомога — 27,9 %, роздрібна торгівля — 16,9 %, транспорт — 10,1 %, виробництво — 9,8 %.